# Anolis dunni
Anolis dunni (аноліс Данна) — вид ігуаноподібних ящірок родини анолісових (Dactyloidae). Ендемік Мексика. Вид названий на честь американського герпетолога Еммерета Ріда Данна.

## Опис
Аноліси Данна — середні представники свого роду, самці досягають довжини (без врахування хвоста) 5 см, самиці 5,85 см. Горловий мішок у самців яскраво-червонувато-оранжевий, поцяткований білуватими смужками.

## Поширення і екологія
Аноліси Данна мешкають у західних передгір'ях Південної Сьєрра-Мадре в штатах Герреро і Мічоакан. Вони живуть в сухих тропічних лісах, на висоті до 1200 м над рівнем моря. Ведуть денний, деревний спосіб життя. Відкладають яйця.